# Lily Williams
Lily Williams (Tallahassee, 24 de junio de 1994) es una deportista estadounidense que compite en ciclismo en las modalidades de pista y ruta.
Participó en dos Juegos Olímpicos de Verano, obteniendo dos medallas en la prueba de persecución por equipos, bronce en Tokio 2020 (junto con Megan Jastrab, Jennifer Valente, Chloé Dygert y Emma White) y oro en París 2024 (con Jennifer Valente, Chloé Dygert y Kristen Faulkner).
Ganó una medalla de oro en el Campeonato Mundial de Ciclismo en Pista de 2020, en la prueba de persecución por equipos.

## Medallero internacional
| Juegos Olímpicos   | Juegos Olímpicos  | Juegos Olímpicos  | Juegos Olímpicos        |
| Año                | Lugar             | Medalla           | Competición             |
| ------------------ | ----------------- | ----------------- | ----------------------- |
| 2020               | Tokio (Japón)     | Medalla de bronce | Persecución por equipos |
| 2024               | París (Francia)   | Medalla de oro    | Persecución por equipos |
| Campeonato Mundial |                   |                   |                         |
| Año                | Lugar             | Medalla           | Competición             |
| 2020               | Berlín (Alemania) | Medalla de oro    | Persecución por equipos |

## Palmarés
2017
- 1 etapa de la Joe Martin Stage Race

2018
- Winston-Salem Cycling Classic